# Graphe logique

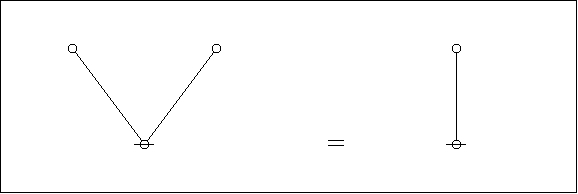
Exemple de graphe logique

En logique, un graphe logique est un type spécial de la structure schématique que  Charles Sanders Peirce a développé.
Dans ses articles qualitative logic, entitative graphs, et existential graphs, Peirce a développé plusieurs versions d'un formalisme graphique, conçus pour être interprété en logique.
Au cours du siècle où Peirce a lancé cette ligne de développement, une variété de systèmes formels ont ramifié la même base formelle des structures théorique-graphiques.